# Saint-Denis-du-Béhélan

Saint-Denis-du-Béhélan este o comună în departamentul Eure, Franța. În 1 ianuarie 2018 avea o populație de 193 de locuitori.